# The Perfect Boy
Singles de The Cure
Sleep When I'm Dead
(2008)
The Perfect Boy est une chanson du groupe britannique The Cure sortie en single le 13 août 2008, quatrième et dernier extrait de l'album 4:13 Dream  publié le 28 octobre 2008 sur le label Geffen Records.
Le single se classe à la 2e place des charts en Espagne où les trois précédents singles tirés de 4:13 Dream avaient atteint la 1re place.

## Contenu
The Perfect Boy apparaît sur le single avec un mixage sensiblement différent de celui de l'album. En face B figure le titre inédit Without You.
Liste des titres
1. The Perfect Boy (Mix 13) - 3:23
2. Without You - 4:11

## Clip
Le clip vidéo, filmé en noir et blanc, montre simplement le groupe en train de jouer la chanson en studio.
Les clips des trois autres singles tirés de l'album 4:13 Dream sont réalisés de la même façon . 

## Personnel
- Robert Smith - chant, guitare, claviers
- Porl Thompson - guitare
- Simon Gallup - basse
- Jason Cooper - batterie

## Classements hebdomadaires
| Classement (2008)              | Meilleure place |
| ------------------------------ | --------------- |
| Allemagne (GfK Entertainment)  | 86              |
| Australie (Kent Music Report)  | 91              |
| Écosse (OCC)                   | 14              |
| Espagne (PROMUSICAE)           | 2               |
| France (SNEP)                  | 37              |
| Royaume-Uni (UK Singles Chart) | 78              |